# François Jouan
Pour les articles homonymes, voir Jouan.
François Jouan (né le 31 mai 1920 à Paris et mort le 14 avril 2009 à Caen) est un helléniste et universitaire français, directeur du Centre de recherches mythologiques.

## Biographie
Après un baccalauréat de philosophie, François Jouan obtient une licence ès lettres  à l'université d'Aix-en-Provence. Agrégé en 1945, il travaille, avec Louis Séchan et Fernand Chapouthier,  sur la légende de Pâris, puis oriente ses recherches sur les légendes troyennes mises en scène par Euripide.
Sa thèse de doctorat ès Lettres, soutenue à la Sorbonne, porte surEuripide et les légendes des chants cypriens : des origines de la guerre de Troie à l'Iliade, elle est  publiée en 1966 (et rééditée en 2009). Cet ouvrage est salué par la critique et reçoit le prix Zographos de l'Association des Etudes grecques.
François Jouan commence sa carrière d'enseignant dans un lycée, puis il est assistant de Langues anciennes à la Faculté des Lettres de Grenoble, professeur de lettres à l'Institut Français d'Athènes ;  à partir de 1953 il est maître de Conférences puis professeur de grec, à l'Université de Caen et enfin, en 1977,  il est nommé professeur à l'Université de Paris X-Nanterre.
François Jouan a créé ou dirigé plusieurs centres de recherches : il fonde et dirige le Collège Littéraire Universitaire du Mans (1965-1969) ; il est  directeur de l'Institut de Grec de la Faculté des Lettres de Paris X (1977-1981) ; il succède à Francis Vian à la direction du Centre de Recherches mythologiques de l'Université de Paris X de 1978 à 1989. Il préside l'Association des Professeurs de Langues Anciennes de l'Enseignement Supérieur  (APLAES) de 1972 à 1974), il préside  également  l'Association des Etudes grecques (1981-1982), la Société française d'Histoire des Religions (1982 et 1989), l'Association Mythe et Psychothérapie. Il est membre du Comité National du CNRS de 1976 à 1982.
Les domaines de recherches de François Jouan concernent le théâtre grec, tout particulièrement Euripide, et la mythologie grecque.
Auteur, traducteur, éditeur scientifique  il a aussi écrit plus de cent articles sur des domaines divers, et rédigé de nombreux comptes rendus pour plus de dix revues, françaises et étrangères.

## Publications
(juillet 2019).

### Auteur
- Euripide et les légendes des « Chants cypriens », des origines de la guerre de Troie à l'« Iliade », Paris, Les Belles Lettres, coll. « Collection d'études anciennes », 1966, IV + 512 (OCLC 1131635927).
- Déjanire, Héraclès et le centaure Nessos : le cheminement d'un mythe  (Extrait de : "Le Mythe, son langage et son message : actes du colloque de Liège et Louvain-la-Neuve, 1981", p. 225-243), Louvain-la-Neuve, Centre d'histoire des religions, 1983, 19 p. (OCLC 960932177).
- Dionysos chez Eschyle, Athènes, Centre d'étude de la religion grecque antique, 1992.
- Le Diogène de Dion Chrysostome  (extrait de Le cynisme ancien et ses prolongements : actes du colloque international du CNRS ; (Paris, 22-25 juillet 1991), p. [381]-397), Paris, PUF, 1993, 17 p. (OCLC 893608290).
- Sophocle et les « Chants cypriens »  (extrait de : La épica griega y su influencia en la literatura española : aspectos literarios, sociales y educativos / edición preparada por Juan Antonio López Férez, p. [189]-212.), Madrid, Ed. Clasicas, 1993, 24 p. (OCLC 894556846).
- Les grecs devant la statue de Zeus à Olympie  (extrait de : "Expérience religieuse et expérience esthétique : rituel, art et sacré dans les religions", 1993, p. 91-102.), Louvain-la-Neuve, Centre d'histoire des religions, 1993, 12 p. (OCLC 893614466).

### Éditeur scientifique
- Hippolyte, Andromaque,  Hécube /, 2e éd. rev. et corr ,  Paris,, 1997 : Les Belles lettres
- Iphigénie à Aulis,  Euripide ; texte établi et traduit  par François Jouan, Paris 1983, Les Belles Lettres
- Mythe et politique,  actes du Colloque de Liège des 14-16 septembre 1989  organisé par le Centre de recherches mythologiques de l'Université de Paris X et le Centre d'histoire des religions de l'Université de Liège ; études rassemblées par François Jouan et André Motte, Liège, Bibliothèque de la Faculté de philosophie et lettres de l'Université de Liège , 1990
- Peuples et pays mythiques, actes du Ve colloque, Chantilly des 18-20 sept. 1986, du Centre de recherches mythologiques de l'Université de Paris X ; réunis par François Jouan et Bernard Deforge / Paris : Les Belles Lettres , impr. 1988
- Mort et fécondité dans les mythologies, actes du colloque de Poitiers des 13-14 mars 1983 organisé par le Centre de recherches mythologiques de l'Université de Paris X ; publiés par François Jouan, Paris : Les Belles Lettres , 1986
- Visages du destin dans les mythologies : mélanges Jacqueline Duchemin ,  actes du colloque de Chantilly des  1er-2 mai 1980 organisé par le Centre de recherches mythologiques de l'Université de Paris X ; publiés par François Jouan / Paris : Les Belles Lettres , 1983
- Discours troyen (XI) : Qu'Ilion n'a pas été prise, Dion Chrysostome ; texte établi, traduit et commenté par François Jouan, Paris : Faculté des Lettres et Sciences humaines de l'Université de Paris , 1960
- Tragédies Tome VIII, Fragments 2e partie, Fragments / Euripide ; texte établi et trad. par François Jouan et Herman van Looy,Paris : Les Belles lettres, 2000
- Tragédies Tome VIII, Fragments de drames non identifiés 4e partie, Fragments de drames non identifiés, Euripide ; texte établi et trad. par François Jouan et Herman Van Looy, Paris, Les Belles Lettres, 2003
- Tragédies Tome VII, Rhésos 2e partie, Rhésos, Euripide ; texte établi et traduit par François Jouan, Paris, Les Belles Lettres , 2004
- Tragédies Tome VIII, Fragments 3e partie, Sthénébée-Chrysippos / Euripide ; texte établi et trad. par François Jouan et Herman van Looy, Paris, Les Belles Lettres , 2002
- Tragédies Tome VIII, Fragments 1ère partie, Aigeus-Autolykos / Euripide ; texte établi et trad. par François Jouan et Herman van Looy, Paris, Les Belles Lettres , 1998
- Les tragiques grecs 2, Euripide,  édition établie par François Jouan ; ouvrage dirigé par Bernard Deforge et François Jouan, Paris,2001, R. Laffont